# Vera Pauw
Vera Pauw (* 18. Januar 1963 in Amsterdam) ist eine niederländische Fußballtrainerin und ehemalige Fußballspielerin. Von 2004 bis 2010 trainierte sie die niederländische Nationalmannschaft der Frauen.
Pauw spielte als Abwehrspielerin für die niederländischen Vereine SV Brederodes und VV Vreeswijk, bevor sie als erste Niederländerin beim CF Modena in Italien als Profi spielte. Später kehrte sie in die Heimat zurück und spielte für Puck Deventer und den SV Saestum.
Sie ist die erste Niederländerin, die den Trainerschein für Profi-Mannschaften bestand und initiierte 2007 die Ehrendivision der Frauen.
Nach ihrer aktiven Karriere übernahm sie 1998 die schottische Frauennationalmannschaft, die sie sechs Jahre lang betreute. Ab 2004 trainierte sie die niederländische Auswahl, mit der sie die Qualifikation für die Europameisterschaft 2009 in Finnland schaffte und dort überraschend bis ins Halbfinale kam. Im März 2010 erklärte sie nach Differenzen mit der Verbandsführung ihren Rücktritt als Bondscoach und wurde im November 2010 von Roger Reijners abgelöst. Nachdem sie anschließend beim russischen Verband als Technische Direktorin für Frauenmannschaften tätig gewesen war, wurde sie im April 2011 zur Cheftrainerin der russischen Frauennationalmannschaft ernannt. In dieser Funktion löste sie nur ein halbes Jahr später der französische Erfolgscoach Farid Benstiti ab. Pauw trainierte von 2014 bis 2016 die südafrikanische Frauennationalmannschaft und führte diese zu den Olympischen Sommerspielen 2016. In der Saison 2018 trainierte sie den NWSL-Teilnehmer Houston Dash.
Von September 2019 bis Juli 2023 war sie Trainerin der irischen Fußballnationalmannschaft der Frauen. Sie führte die Mannschaft zu ihrer ersten WM-Teilnahme. Nach dem Aus in der Vorrunde wurde ihr Vertrag nicht verlängert.